# Cuiry-lès-Iviers
Cuiry-lès-Iviers – miejscowość i gmina we Francji, w regionie Hauts-de-France, w departamencie Aisne.
Według danych na styczeń 2014 roku gminę zamieszkiwało 38 osób, a gęstość zaludnienia wynosiła 7,9 osób/km².